# Стефан Томашевић
Стефан Томашевић (1438 — крај јуна 1463) владар из династије Котроманића, који је најпре био деспот Србије (1459),  а затим и краљ Босне, Приморја, Хумске земље, Доњих Краја, Усоре, Соли, Подриња и Западних страна (10. јул 1461 — 5. јун 1463). Током своје краткотрајне владавине пред турском опасношћу, грчевито је бранио и Српску деспотовину, а потом и Краљевину Босну. Међутим, након што му је понуђен мир и гарантован живот, погубљен је на превару од стране турског султана Мехмеда II Освајача.
Стефанов отац, краљ Томаш, имао је велике амбиције према њему. Покушај ширења у Хрватску женидбом Стефана са богатом племкињом је пропао, а преговори о брачном савезу са миланским Сфорцама су пропали када се указала престижнија прилика: брак са наследницом деспином Маријом Српском. Венчање прослављено у априлу 1459. године, учинило је Стефана владаром остатака суседне земље. Намера је била уједињење Краљевине Босне и Српске деспотовине под Стефаном у борби против ширења Османског царства. Међутим, Стефаново католичанство га је учинило непопуларним у православној Србији. Након што је њоме владао само два месеца, он је престоницу Смедерево предао османским снагама које су започеле инвазију и побегао је назад на очев двор, што му је донело презир од угарског краља Матије Корвина и других хришћанских владара у Европи.
Стефан је наследио свог оца на престолу након његове смрти у јулу 1461. године и постао је први босански краљ који је добио круну од Свете столице. Османлије су, међутим, све више угрожавале постојање краљевине Босне. Краљ Стефан је имао једногласну подршку својих племића у отпору Османлијама, али не и простог народа. Одржавао је активну преписку са папом Пијем II, који му је опростио губитак Србије и са њим радио на очувању Босне за хришћански свет. Мађарски краљ Матија Хуњади је био умирен, али су сви западни монарси које је краљ Стефан контактирао одбили да му помогну. Уверен да ће му барем краљ Матија притећи у помоћ, краљ Стефан је одбио да исплати уобичајени данак османском султану Мехмеду II Освајачу, што је изазвало инвазију. У мају 1463. године, султан Мехмед II је умарширао у Босну, наилазећи на мали отпор, и заробио је краља Стефана, који је потом погубљен. Погубљење означава пад Краљевине Босне под Османско царство.

## Порекло и породица
Рођен 1438. године, Стефан Томашевић је био члан династије Котроманића био је најстарији син краља Босне Стефана Томаша (1443—1461) из његовог првог брака са женом која није била племићког порекла Војачом. Поред њега, краљ Стефан Томаш је из тог брака имао још два сина непознатих имена. Стефанов отац био је ванбрачни син краља Остоје и млађи брат кнеза Радивоја,  који је оспоравао власт свог рођака краља Твртка II. Томаш је био политички неактиван и није учествовао у борби између брата и рођака, омогућавајући својој породици миран живот у периоду када су Османлије покушавале да ослабе Краљевину Босну подстицањем унутрашњих подела. Све се то променило када је болесни и бездетни краљ Твртко II Котроманић одлучио да га Томаш наследи. Краљ Стефан Твртко II је убрзо умро, у новембру 1443. године, а Стефанов отац је ступио на престо. Краљ Стефан Томаш је 1444. године отерао своју прву супругу и 1446. године се оженио војвоткињом Катарином Косачом, ћерком херцега Стефана Вукчића Косаче. Са њом је имао двоје деце:
- Катарину, коју су 1463. године заробили Турци и превели у ислам
- Жигмунда, кога су 1463. године заробиле Османлије и превеле у ислам као Исака, санџак-бега (умро у Малој Азији крајем XV века)

Стефан Томашевић је био ожењен Јеленом Бранковић и са њом највероватније није имао деце или су она, ако их је било, заробљена 1463. године и том приликом су или погубљена као Стефан и његов стриц Радивој или су преведена у ислам попут Стефановог брата и сестре.
Јелена Бранковић је била ћерка деспота Лазара Бранковића (1456—1458.) и деспине Јелене Палеолог, ћерке деспота Мореје Томе Палеолога (савладар 1428—1449, 1449 — 1460) брата византијских царева Јована VIII (1425—1448) и Константина XI (деспот 1428—1449, 1449—1453). Она се после Стефановог погубљења у Јајцу склонила у Дубровник, потом у данашњу Италију, да би на крају отишла код своје тетке султаније Маре на њен двор у Јежеву код града Сера у коме је и умрла после 1498. године.
Краљ Томаш, одгајан као припадник Цркве босанске, прешао је у римокатолицизам око 1445. године; Стефан Томашевић је касније изјавио да је као дете крштен по Римокатоличком обреду и да су га учили латинском писму. Отприлике у то време, вероватно да би омогућио мирно решење свог дуготрајног рата са херцегом Стефаном Вукчићем Косачом, краљ Томаш је затражио од папе Евгенија IV поништење његовог првог брака са Стефановом мајком. Отворено ратовање окончано је 1446. године женидбом Стефановог оца са Косачином ћерком војвоткињом Катарином, од које је Стефан имао полубрата по имену Сигисмунд и полусестру Катарину.

## Брак
Током 1450-их, краљ Томаш је енергично тражио одговарајуће супружнике за децу из свог првог брака. Две Стефанове сестре су се удале 1451. године, а 1453. и Стефан је ушао у разматрање свог оца. У жељи да стекне контролу над феудалним поседом Петра Таловца, који је као бан управљао Хрватском у име угарског краља, краљ Томаш је покушао да Стефан ожени Таловчеву удовицу, Хедвигу Горјански. Херцег Стефан Косача је пожурио да се ожени богатом удовицом, што је довело до оружаног сукоба, али ниједан није победио због интервенције Млетачке Републике у име Таловчевих наследника.
Најранији извор у коме се Стефан спомиње по имену датира од 30. априла 1455. године, када је папа Калист III ставио под заштиту босанског краља и његовог сина. Амбиције краља Томаша за Стефана су расле како је настојао да успостави ближе односе са западним светом. Године 1456. тражио је од папе да набави младу за његовог сина, прецизирајући да она треба да буде принцеза из краљевске куће. Убрзо су почели преговори о Стефановом браку са ванбрачном ћерком Франческа I Сфорце, војводе од Милана, али је Стефанов отац имао већа очекивања.
Када је 1458. године, умро Лазар Бранковић, деспот српски, наступило је међувлашће. Пошто је оставио три ћерке и није имао сина, није имао јасног наследника, па је власт била подељена између његовог ослепљеног брата деспота Стефана и удовице деспине Јелене Палеолог. Краљ Томаш је искористио њихову слабост да поново заузме источнобосанске градове које је изгубио од Србије 1445. године. Убрзо након тога, ступио је у мировне преговоре са Лазаровом удовицом, деспином Јеленом Палеологином. Напуштајући могућност да сина ожени ванбрачном кћерком војводе од Милана, краљ Томша се договорио са деспином Јеленом: Стефан је требало да ожени најстарију од њене три ћерке и деспота Лазара, 11-годишњу Јелену. Брак је за Стефана био престижан не само због невестиног порекла из византијске царске породице Палеолога, већ и због тога што је младожењи донела власт над Србијом.
Угарски краљ Матија Корвин пристао је на Стефанов брак са деспином Јеленом – било му је у интересу да створи јаку тампон зону између свог краљевства и Османског царства уједињењем Краљевине Босне и Деспотовине Србије, које је сматрао вазалним државама Угарске, под деспотом Стефаном Томашевићем. Угарски сабор потврдио је Стефану Томашевићу право на Србију јануара 1459. године.[13]

## Владавина

### Последњи деспот Србије (1459)
Притисак Османлија на Балканско полуострво и међусобне несугласице српских великаша створиле су раздор у владарској породици Бранковић што је за последицу имало стварање две струје:
- туркофилску која је била за сарадњу са Османском империјом (војвода Михајло Анђеловић)
- антитуркофилску која је била за борбу против Османске империје и сарадњу са краљевинама Мађарском и Босном (деспотица Јелена Палеолог и деспот Стефан Бранковић) који су после смрти деспота Лазара управљали Србијом. Победу је однела антитуркофилска странка и она је у договору са краљем Матијом Корвином (1458—1490) и његовим de jure вазалом краљем Стефаном Томашем удала Лазареву ћерку Јелену за престолонаследника Босне Стефана који је у мираз добио начелство српско односно деспотовину Србију.

#### Пад Српске деспотовине
Стефан је у пратњи стрица Радивоја прописно кренуо у Србију, и избегао је заробљавање током османског напада на босанску краљевску резиденцију Бобовац. У Смедерево, престоницу православне деспотовине, стигао је током Страсне недеље 1459. године. Бан Михаило Силађи, намесник малолетног краља Матије, стигао је на челу војске како би обезбедио да команду над градском тврђавом без икаквих потешкоћа преузме Стефан. Стефан је 21. мартa стигао у Смедерево и преузео власт, а 1. априлa је обављена његова женидба са Јеленом Бранковић, прве недеље после Ускрса. Након вероватно католичке церемоније, деспина је била позната као Марија. Он је преузео титулу деспота, упркос чињеници да та титула није била ни наследна ни везана за одређену територију, већ дар византијског цара. Могуће је да је његова свекрва деспина Јелена Палеолог Бранковић, члан последње византијске царске породице Палеолог, веровала да има право да додели титулу у одсуству цара. У року од недељу дана од венчања, деспот Стефан Котроманић је протерао жениног стрица из Србије. Краљ Томаш се хвалио војводи од Милана да је његов син постао деспот Србије „споразумом и вољом свих Рашана“, али Стефанов режим није био нарочито популаран; хроничари који су писали о његовом опхођењу према женином стрицу деспоту Стефану Бранковићу проклињали су га као расколника.
Међутим свега неколико недеља касније пред Смедеревом се појавила османска војска на чијем се челу налазио султан Мехмед II Освајач. Иако је Смедеревски Град био одличан утврђени објекат подигнут по узору на Цариград, који је био у могућности и да са малом посадом дуго одолева опсади, нови деспот Стефан Котроманић се одлучио на преговоре са султаном Мехмедом II. Од почетка је било јасно да ће Стефанова владавина у Србији бити кратког века. Османски султан Мехмед II Освајач сматрао је Стефаново устоличење неоправданим кршењем сопствених права, јер су и Османлије Србију сматрале својом вазалном државом. Султан Мехмед II је одмах у јуну кренуо у напад на Смедерево и није се озбиљно размишљало о покушају његове одбране. Краљ Томаш је притекао у помоћ свом сину деспоту Стефану, покушавајући да одврати Турке опсадом њихове тврђаве Ходијед, усред Босне. Свестан да Смедерево не може да издржи Мехмедов напад, деспот Стефан је 20. јуна предао тврђаву. Османлије су у року од годину дана наставиле са припајањем остатка српске државе свом царству. Постигнут је договор по коме је деспот Стефан са супругом деспином Јеленом Бранковић, стрицем Радивојем Котроманићем и члановима породице могао слободно да напусти град, мађарски војници су морали да се предају, а Османлије су преузеле тврђаву. Пад Смедерева без борбе је изазвао право запрепашћење широм Европе у којој су се надали да ће се у Смедереву пружити јуначки отпор попут оног у Цариграду. Због тога су деспот Стефан и његов стриц Радивој оптужени за издају хришћанства и кукавичлук. Међутим деспот Стефан је унапред упозоравао да ће ако не добије тражену помоћ од хришћанских земаља за одбрану Смедерева и Деспотовине бити приморан да преда град Османлијама, али није добио никакву помоћ осим мањег одреда из Мађарске, па чак ни назнаку да помоћ стиже ни са једне стране.
Треба имати у виду да је било јасно и пре предаје, да се Смедерево борбом не може спасити. Први разлог је била јасна бројчана надмоћ османске војске. Други разлог је било постојање туркофилске странке у самом утврђењу која је у неком тренутку опсаде могла да пусти Османлије у град, као што се већ десило у Голупцу који је 1427. године предат Османлијама, иако је требало да буде враћен краљевини Мађарској. Ова странка је додатно ојачала због чињенице да је нови деспот био син краља Босне са којим је постојао сукоб око Сребренице и који је искористио смрт деспота Лазара да преузме 11 тврђава које су се налазиле у саставу деспотовине Србије. Због свега овога деспот Стефан се одлучио да преда град и покуша да пружи отпор Османлијама на неком другом месту и у неком повољнијем тренутку, уместо да покуша да јуначки погине у борби која би се врло вероватно окончала врло брзо издајом и његовим заробљавањем.
Након пада града који је папа Пије II жалосно назвао „капија Рашке“, деспот Стефан је побегао у Босну са својом породицом и тазбином, тражећи уточиште на двору свог оца. Угарски краљ Матија Хуњади оптужио је деспота Стефана и његову породицу да су Смедеревску тврђаву продали Османлијама „за велику количину злата“, а папа Пије II му је у први мах поверовао. Чини се да је Пијево властито истраживање довело до закључка да деспот Стефан није продао тврђаву, пошто папа Пије II није поновио сумњу. Османски, босански и српски извори не говоре ништа о наводној издаји, тако да је мало вероватно да ће сумња бити заснована на чињеницама. Српски јањичар Константин Михаиловић и византолог Лаоник Халкокондил су тврдили да је деспот Стефан невин и указивали на снагу османске војске. Обојица наводе да су Смедеревски Срби били толико незадовољни босанском влашћу и уверени да ће Османлије победити (и дати им више верске толеранције од Мађара) да су изашли у сусрет султану Мехмеду II и предали му кључеве града.

### Последњи краљ Босне (1461—1463)
Краљ Босне Стефан Томаш умире 10. јулa 1461. године, после краће болести, а на престолу га наслеђује његов најстарији син Стефан. Обезбедио је да његов стриц Радивој Котроманић неће оспорити његово право на престо тако што га је великодушно обдарио земљом. Нови монарх преузео је помпезну титулу наслеђену од краља Твртка I, првог босанског краља, називајући се „Милошћу Божјом краљ Србије, Босне, Поморских земаља, Захумља, Далмације, Хрватске и западних страна“ – без обзира што је Србија до тада постала османски пашалук, да је Хрватска изгубљена од Угарске 1390-их и да је морао молити владу Млетачке Републике да му дозволи да се склони у Далмацију у случају османског напада.
Одмах по ступању на власт, краљ Стефан је кренуо да решава све несугласице унутар краљевске породице како би ојачао сопствени положај. Његови односи са маћехом, 37-годишњом краљицом Катарином, били су затегнути још за живота његовог оца, али је сада гарантовао да ће она задржати титулу и привилегије. Њен отац, херцег Стефан Вукчић Косача, писао је млетачким званичницима да ју је краљ „узео за мајку“, да је краљица Војача већ умрла када је ступио на престо.
Први потез новог краља Стефана било је помирење са најмоћнији племић у краљевству херцегом Стефаном Косачом са којим су његови претходници били у дугим сукобима, чиме је успео да смири стање у земљи и припреми се за сукоб са Османлијама.Затим се усредсредио на унапређење босанске привреде, која је током његове владавине постала јача него икада, и обезбеђивање да држава прикупи више профита од цветања металопрерађивачке трговине. Истовремено је склопио савез са крбавским кнезовима против бана Хрватске Павла Сперанчића, који су подржали Млечани и сам херцег Стефан Вукчић Косача, чиме је успео да обезбеди своје западне границе. Проблеми су убрзо настали већ у лето 1461. године, када је бан Павле Сперанчић, који је као бан управљао Хрватском у име угарског краља Матије Хуњадија и који се често сукобљавао са краљем Томаше,, заузео погранични град. До касног лета, краљ Стефан и херцег Стефан Косача су се спремали да га заједнички нападну и поделе његову територију између себе. Венеција се успротивила, плашећи се да би тврђаве Клис и Островица, најважније за одбрану Далмације, могле пасти у руке Османлија ако их прво заузму Босанци.
У односу са папском куријом краљ Стефан је наставио, па чак и продубио, прокатоличку политику свог оца. Он се директно обратио папи Пију II тражећи од њега да га препоручи краљу Матији Корвину, да му пошаље бискупе, крсташко оружје и краљевски венац којим би учврстио како свој положај у земљи, тако и у односима са суседима позивајући се на све већу опасност од Османлија и указујући на то да је његова краљевина следећа на удару, краљ Стефан се надао да ће, уз папин наговор, угарски краљ Матија пристати да му пружи војну помоћ. Папа Пије II је удовољио његовим захтевима и противно примедбама краља Мађарске Матије Корвина да је краљ Босне de jure његов вазал, послао му је златни венац којим се краљ Стефан 17. новембра 1461. године, на празник Светог Григорија Тауматурга, који је на краљевску молбу проглашен за „Бранитеља Босне“, папски легат и новопостављени бискуп модрушки Николај овенчао је Стефана у цркви Свете Марије у Јајцу, за краља Босне у присуству све његове властеле. Било је то последње крунисање обављено у Босни, као и једино крунисање са круном послатом из Рима. То је био пример како је, уз верски прогон који је успоставио краљ Томаш и уз Стефанову активну преписку са папством, краљевина Босна тек на самом крају добила карактер истинске католичке државе. Међутим овај свечани чин није донео краљу Стефану жељену корист, пошто је краљ Матија Корвин Хуњади то тумачио као потез који је директно уперен против њега и његовог права због чега је наставио да ради против снажења краљевине Босне, краљ Матија је отишао толико далеко да је тражио да папа Пије II повуче своју подршку краљу Стефану. Папа Пије II и бискуп Јован Витез посредовали су у спору између краљева Босне и Угарске, али преговори нису текли лако.
Султан Мехмед II Освајач то је тумачио као јасан сигнал да ће се краљ Стефан свим својим снагама прикључити првом крсташком походу упереном против Османске империје, због чега је отпочео са припремама за коначни удар на краљевину Босну.
Под папиним посредовањем дошло је почетком 1462. године до закључења уговора између краља Матије и краља Стефана према коме је краљ Стефан и званично признао да је краљевина Босна вазална краљевина у склопу краљевине Мађарске, а том приликом се обавезао и да новчано потпомогне краља Матију у покушају да од светог римског цара Фридриха III (1440—1493) откупи венац светог Иштвана. Истовремено је краљ Стефан прекинуо плаћање данка султану Мехмеду II, пошто је у Цариграду већ донесена одлука о уништењу краљевине Босне, а сам краљ Стефан Томашевић Котроманић се надао да ће уз подршку папе Пија II и краља Матије Корвина бити у стању да одоли османском нападу.
Почетком 1463. године заједничко посланство краља Стефана и херцега Стефана Косаче отишло је у Дубровник, Венецију, Ватикан и код Скендер Бега, тражећи од њих помоћ у предстојећем сукобу са Османлијама које су већ у марту исте године отпочеле са упадима на просторе краљевине Босне и Херцеговине. Пошто никаква војна помоћ није пристигла ни са једне стране, у Цариград је током пролећа стигло посланство из краљевине Босне нудећи примирје на петнаест година. Османске паше су пристале на такав договор, да би већ после четири дана упутиле војску на краљевину Босну.

#### Османска инвазија
До пролећа 1462. године знало се да је султан Мехмед II Освајач одлучио да освоји Босну. Краљ Стефан и херцег Стефан Косача су очајнички тражили помоћ од хришћанских владара. Краљ Стефан Котроманић је одржавао везу са папом Пијем II, који је својим легатима наредио да трајно остану на босанском краљевском двору и који је настојао да концентрише што више војника и што више оружја у угроженом краљевству. Власти суседне Републике светог Влаха су ангажоване да обезбеде подршку албанског владара Скендербега, коме су Млечани накнадно дозволили да са војском прође кроз Млетачку Албанију на путу за Босну. Сама Венеција није обећавала никакву помоћ, сугеришући уместо тога да се краљ Стефан и херцег Стефан Вукчић Косача поуздају у своје снаге. Други, попут напуљског краља Фердинанда I, наводили су домаће проблеме и нудили ништа више од моралне подршке.
Док је чинио све што је било могуће да обезбеди страну помоћ, краљ Стефан је открио да је мало воље за отпор унутар земље. Пожалио се папи Пију II да је локално становништво нагињало Османлијама, што је можда било због повећане експлоатације и непрекидног ратовања (за разлику од стабилног османског режима). Дошло је до изражаја раније прећутно незадовољство насилно преобраћених старешина Цркве босанске. Према речима једног савременика, краљ Стефан је великодушно давао поклоне и почасти како би подстакао лојалност, а утврђене градове додељивао неповерљивим људима, укључујући и бивше „јеретике“. Највећи ударац одбрамбеним напорима, међутим, био је стари сукоб између херцега Стефана Вукчића Косаче и његовог сина Владислава Херцеговића, који је настављен у пролеће 1462. године, Владислав је касније те године лично тражио помоћ од султана Мехмеда II, што је османски владар са нестрпљењем прихватио.
Подстакнут Матијиним залагањем за помоћ, а можда и модрушким бискупом, краљ Стефан Томашевић је јуна 1462. године донео непромишљену и фаталну одлуку. Папа Пије II је у свом дневнику записао да је, „ослањајући се на зна се какву наду“, краљ Стефан Томашевић Котроманић „одбио харач који су његови преци плаћали Османлијама и упао је у град који је непријатељ саградио на ушћу Босне у Саве да би уплашио Мађаре и Словене". Према Халкокондилу, краљ Стефан је позвао османског амбасадора у своју ризницу и показао му новац који је издвојен као данак, али га је обавестио да би га радије искористио да одбије османски напад или да живи од њега у изгнанству. Султан Мехмед II Освајач је био разјарен Стефановом непослушношћу и смелошћу. Папа Пије II приповеда како је чувши за султанов завет да освоји његово краљевство и уништи га, краљ Стефан је позвао модрушког бискупа Николу и окривио га да је разбеснео султана Мехмеда II. Наредио је бискупу Николи да оде у Угарску и затражи хитну акцију против Османлија, али у Босну никада није стигла помоћ из хришћанског света. Краљ Матија, кнез Ђурађ Кастриот и Дубровчани нису испунили своја обећања.
У пролеће 1463. године, султан Мехмед II је у Адријанопољу окупио војску од 150.000 људи и припремио се за поход према Босни. Лраљ Стефан Томашевић се у свом очају обратио самом султану Мехмеду II и у последњем тренутку покушао да са њим постигне 15-годишње примирје. Константиновић је тврдио да је био присутан када су Османлије превариле босанске изасланике да мисле да је краљев захтев за примирјем одобрен и да је покушао да их упозори на превару. Мехмедова војска је кренула одмах за изасланицима. Тврђаве су брзо падале, а краљ Стефан је са породицом и имањима побегао из Бобовца у Јајце. Османска војска под вођством великог везира Махмуд-паше Ангеловића је 19. маја опсадила Бобовац, а сутрадан им се придружио и султан Мехмед II Освајач. Велики везир Мехмед -  паша Ангеловић је добио задатак да ухвати краља. Верујући да Бобовац може издржати опсаду две године, краљ Стефан је планирао да окупи војску у Јајцу, и даље рачунајући на страну помоћ. Своју жену краљицу Марију Бранковић са њиховом имовином послао је у Далмацију, а маћеха краљица Катарина Косача је остало однела у Дубровник.

### Пад краљевине Босне
Османски план за удар је био добро осмишљен, јер је прво заповедник Србије отпочео са мањим војним дејствима на граници са краљевином Мађарском, што је краљ Матија тумачио као најаву напада на њега пошто се ка простору данашње Србије кретала јака османска војска.
Војска коју је предводио лично султан Мехмед II је преко Сјенице и Дрине продрла у Босну и без муке сломила отпор последњих Павловића и Твртка Диничића који се без борбе предао позивајући се на петнаестогодишње примирје, али је на лицу места био погубљен по султановој наредби. Османлије су истовремено продрле и у источни део Херцеговине. Херцег Стефан се са породицом повукао у њен западни део, док је у источном делу неколико заповедника утврда покушало да пружи отпор одбијајући да се преда, али су на крају подлегли пред надмоћном освајачком војском. Султан Мехмед II Освајач је потом повео део војске на престони Бобовац, велики везир Махмуд-паша Анђеловић са 20.000 људи је кренуо на Јајце, док је трећи део војске оперисао по јужним ободима Панонске низије онемогућавајући Мађаре да пруже било какву војну помоћ краљу Стефану.
Султан Мехмед II Освајач је за опсаду Бобовца спремио велику силу и доста артиљерије, јер је он важио за најјачи град у краљевини Босни који је одолео и српском цару Душану Силном (1331—1355), због чега се у њему чувао краљевски венац и ризница. Међутим после само три дана опсаде (20. мај), град је његов заповедник, кнез Радак, предао Османлијама. Кнез Радак је највероватније био поткупљен, а има тумачења да је као богумил то учинио из верске острашћености у Нотарасевом стилу да би пре видео турски турбан, него латинску митру. Одмах након предаје Бобовца, кнез Радак је на лицу места по султановој наредби погубљен што је послало страховиту поруку осталој властели или се предајте без борбе или се поздравите са животом. Овај потез се показао као делотворан, јер се после тога Високо предало без борбе.
Велики везир Мехмед - паша Анђеловић је стигао под Јајце, где му је дојављено да се краљ Стефан склонио у утврђени Кључ. Бобовац је, супротно очекивањима краља Стефана Томашевића, пао за неколико дана. Краљ Стефан Котроманић је већ схватио да му не преостаје ништа друго него да се склони у суседну Хрватску или Далмацију. Велики везир Махмуд - паша Анђеловић га је неуморно гонио, и сустигао га у Кључу. Османска војска је наводно хтела да прође поред градске тврђаве, не слутећи да се краљ Стефан Томашевић Котроманић крије унутар њених зидина, када је локални човек открио где се налази у замену за новац. Отпочела је опсада утврде, али су истовремено текли и преговори о предаји града. Желећи да га ухвати, велики везир Махмуд - паша Анђеловић је наложио својим гласницима да свечано обећају краљу Стефану Томашевићу да му неће бити ништа ако се преда, и послао му документ којим му је гарантована слобода. Пошто су залихе хране и муниције понестајале, краљ Стефан је одлучио да себе и свој гарнизон преда великом везиру Махмуд - паши Анђеловићу. После дужег отпора, краљ Стефан Томашевић је пристао да крајем јуна преда град и потпише наредбу осталим заповедницима утврда да се предају под условом да му се као у случају Смедерева омогући слободно напуштање града. Краљ Стефан заједно са стрицем Радивојем и 13 - годишњим рођаком Твртком је потом спроведен до Јајца, које се у међувремену предало султану Мехмеду II. Ту је он изведен пред султана Мехмеда II Освајача који га није хтео ни погледати, већ га је одмах дао да му се одруби глава означивши Анђеловићеву реч као ништавну. По његовој наредби је на лицу места погубљен и краљев стриц Радивој, док су његов брат и сестра по оцу одведени у Цариград и преведени у ислам. После овога су и преостале утврде у краљевини Босни отвориле своје капије и предале се освајачима.

#### Заробљавање и смрт
Краљ Стефан је настојао да се додвори султану Мехмеду II слањем наређења командантима и кастеланима да се предају, омогућавајући султану Мехмеду II да преузме команду над више од 70 градова у једној недељи. Султан Мехмед II, међутим, није имао намеру да поштеди Стефанов живот и позвао га је 25. маја. Краљ Стефан Томашевић је са страхом донео Анђеловићев документ, али Мехмедов мула, рођен у Персији, Али ал-Бистами, издао је фетву у којој је изјавио да султан Мехмед II Освајач није дужан да испуни обећање које је дао његов слуга без његовог знања. Да би показао ваљаност своје фетве, старији мула је извадио мач и одрубио главу краљу Стефану Котроманићу пред султаном Мехмедом II. Хроничар Бенедето Деи, који је тврдио да је био део султанове пратње, забележио је да је сам султан Мехмед II обезглавио краљ Стефана Томашевића Котроманића. Према каснијим извештајима, султан Мехмед II је дао да краљу Стефану одеру кожу или га употребио као мету за гађање. Погубљење краља, његовог стрица, рођака и двојице племића извршено је у пољу поред Јајца, које је од тада познато као Царево Поље („Царево поље“).

## Заоставштина
„Ја сам први који очекује олују. [...] Мој отац је предсказао вашем претходнику, Николи V, и Млечанима пад Цариграда. Није му веровао. [...] Сада пророкујем о себи. Ако ми се уздате и помогнете, бићу спасен; ако не, ја ћу изгинути и многи ће бити уништени са мном.“
Одломци из писма краља Стефана папи Пију II.
Краљ Стефан Томашевић је сахрањен на брду код Јајца. Европа је била запрепашћена када је видела како босанска држава скоро потпуно пада у року од неколико недеља од његове смрти. За брзо покоравање земље се каже да је последица лоше сарадње између краља Стефана и његових племића, али је можда најтачније то приписати ниском моралу људи и општем уверењу да је освајање неизбежно. Поред тога, верски различити Босанци су били свесни, слично као и суседни Срби, да ће земљу преплавити Мађарска, ако не Османлије, и да ће у том случају уживати далеко мање слободе вероисповести и далеко веће порезе. Отпор, дакле, није био толико јак колико је могао бити. Неоснована је тврдња папе Пија II да су присталице Цркве босанске издале краљевство.
Полубраћа и сестре краља Стефана Томашевића одведени су у Цариград и потурчени. Краљица Катарина, његова маћеха, отишла је у Папску државу и безуспешно водила кампању за обнову краљевства; Босна је престала да буде део Османског царства тек 1908. године, 445 година након Стефанове смрти. Његова удовица, краљица Марија, провела је остатак живота у Османском царству.
Хрватски археолог Ћиро Трухелка је 1888. године ископао кости у насељу у близини Јајца познатом као Краљев Гроб (што значи Краљева гробница) и пронашао скелет обезглављеног одраслог мушкарца. Глава је стављена на сандук, са два новчића у устима. Иако није сигурно, претпостављало се да је скелет припадао краљу Стефану Томашевићу. И поред приговора фратра Антуна Кнежевића, који се залагао да се оставе кости на месту на ком су вековима лежале и да се на том месту сагради мала црква, скелет је стављен у стаклени ковчег у десном пролазу фрањевачког самостана у Јајцу.

## Породично стабло
| \| \| \| \| \| \| \| \| \| \| \| \| \| \| 16. Владислав Котроманић \| \| \| \| \| \| \| \| \| \| \| \| \| \| \| \| \| \| \| \| \| \| \| \| \| \| \| \| \| \| \| \| \| \| \| \| \| \| \| \| \| \| \| \| \| \| \| \| \| \| \| \| \| \| \| \| \| \| \| \| 8. Твртко I Котроманић \| \| \| \| \| \| \| \| \| \| \| \| \| \| \| \| \| \| \| \| \| \| \| \| \| \| \| \| \| \| \| \| \| \| \| \| \| \| \| \| \| \| \| \| \| \| \| \| \| \| \| \| \| \| \| \| \| \| \| \| \| \| \| \| \| \| \| \| \| \| \| \| 17. Јелена Шубић Котроманић \| \| \| \| \| \| \| \| \| \| \| \| \| \| \| \| \| \| \| \| \| \| \| \| \| \| \| \| \| \| \| \| \| \| \| \| \| \| \| \| \| \| \| \| \| \| \| \| \| \| \| \| \| \| \| \| \| \| \| \| \| \| \| \| \| \| \| \| \| \| \| \| 4. Стефан Остоја \| \| \| \| \| \| \| \| \| \| \| \| \| \| \| \| \| \| \| \| \| \| \| \| \| \| \| \| \| \| \| \| \| \| \| \| \| \| \| \| \| \| \| \| \| \| \| \| \| \| \| \| \| \| \| \| \| \| \| \| \| \| \| \| \| \| \| \| \| \| \| \| \| \| \| \| \| \| \| \| \| \| \| \| \| \| \| \| \| \| \| \| \| \| \| \| \| \| \| \| \| \| \| \| \| \| \| \| \| \| \| \| \| \| \| \| \| \| \| \| \| \| \| \| \| \| \| \| \| \| \| \| \| \| \| \| \| \| \| \| \| \| \| \| \| \| \| \| \| \| \| \| \| \| \| \| \| \| \| \| \| \| \| \| \| \| \| \| \| \| \| \| \| \| \| \| \| \| \| \| \| \| \| \| \| \| \| \| \| \| \| \| \| \| \| \| \| \| \| \| \| \| \| \| \| \| \| \| \| \| \| \| \| \| \| \| \| \| \| \| \| \| \| \| \| \| \| \| \| \| \| \| \| \| \| \| \| \| \| \| \| \| \| \| \| \| \| \| \| \| \| \| \| \| \| \| \| \| \| \| \| \| \| \| \| \| \| \| \| \| \| \| \| \| \| \| \| \| \| \| \| \| \| \| \| \| \| \| 2. Стефан Томаш \| \| \| \| \| \| \| \| \| \| \| \| \| \| \| \| \| \| \| \| \| \| \| \| \| \| \| \| \| \| \| \| \| \| \| \| \| \| \| \| \| \| \| \| \| \| \| \| \| \| \| \| \| \| \| \| \| \| \| \| \| \| \| \| \| \| \| \| \| \| \| \| \| \| \| \| \| \| \| \| \| \| \| \| \| \| \| \| \| \| \| \| \| \| \| \| \| \| \| \| \| \| \| \| \| \| \| \| \| \| \| \| \| \| \| \| \| \| \| \| \| \| \| \| \| \| \| \| \| \| \| \| \| \| \| \| \| \| \| \| \| \| \| \| 10. Иван II Нелипчић \| \| \| \| \| \| \| \| \| \| \| \| \| \| \| \| \| \| \| \| \| \| \| \| \| \| \| \| \| \| \| \| \| \| \| \| \| \| \| \| \| \| \| \| \| \| \| \| \| \| \| \| \| \| \| \| \| \| \| \| \| \| \| \| \| \| \| \| \| \| \| \| \| \| \| \| \| \| \| \| \| \| \| \| \| \| \| \| \| \| \| \| \| \| \| \| \| \| \| \| \| \| \| \| \| \| \| \| \| \| \| \| \| \| \| \| \| \| \| \| \| \| \| \| \| \| \| \| \| \| \| \| \| \| \| \| \| \| \| \| \| \| \| \| 5. Јелена Нелипчић \| \| \| \| \| \| \| \| \| \| \| \| \| \| \| \| \| \| \| \| \| \| \| \| \| \| \| \| \| \| \| \| \| \| \| \| \| \| \| \| \| \| \| \| \| \| \| \| \| \| \| \| \| \| \| \| \| \| \| \| \| \| \| \| \| \| \| \| \| \| \| \| \| \| \| \| \| \| \| \| \| \| \| \| \| \| \| \| \| \| \| \| \| \| \| \| \| \| \| \| \| \| \| \| \| \| \| \| \| \| \| \| \| \| \| \| \| \| \| \| \| \| \| \| \| \| \| \| \| \| \| \| \| \| \| \| \| \| \| \| \| \| \| \| 11. Маргарета Мерини \| \| \| \| \| \| \| \| \| \| \| \| \| \| \| \| \| \| \| \| \| \| \| \| \| \| \| \| \| \| \| \| \| \| \| \| \| \| \| \| \| \| \| \| \| \| \| \| \| \| \| \| \| \| \| \| \| \| \| \| \| \| \| \| \| \| \| \| \| \| \| \| \| \| \| \| \| \| \| \| \| \| \| \| \| \| \| \| \| \| \| \| \| \| \| \| \| \| \| \| \| \| \| \| \| \| \| \| \| \| \| \| \| \| \| \| \| \| \| \| \| \| \| \| \| \| \| \| \| \| \| \| \| \| \| \| \| \| \| \| \| \| \| \| 1. Стефан Томашевић \| \| \| \| \| \| \| \| \| \| \| \| \| \| \| \| \| \| \| \| \| \| \| \| \| \| \| \| \| \| \| \| \| \| \| \| \| \| \| \| \| \| \| \| \| \| \| \| \| \| \| \| \| \| \| \| \| \| \| \| \| \| \| \| \| \| \| \| \| \| \| \| \| \| \| \| \| \| \| \| \| \| \| \| \| \| \| \| \| \| \| \| \| \| \| \| \| \| \| \| \| \| \| \| \| \| \| \| \| \| \| \| \| \| \| \| \| \| \| \| \| \| \| \| \| \| \| \| \| \| \| \| \| \| \| \| \| \| \| \| \| \| \| \| \| \| \| \| \| \| \| \| \| \| \| \| \| \| \| \| \| \| \| \| \| \| \| \| \| \| \| \| \| \| \| \| \| \| \| \| \| \| \| \| \| \| \| \| \| \| \| \| \| \| \| \| \| \| \| \| \| \| \| \| \| \| \| \| \| \| \| \| \| \| \| \| \| \| \| \| \| \| \| \| \| \| \| \| \| \| \| \| \| \| \| \| \| \| \| \| \| \| \| \| \| \| \| \| \| \| \| \| \| \| \| \| \| \| \| \| \| \| \| \| \| \| \| \| \| \| \| \| \| \| \| \| \| \| \| \| \| \| \| \| \| \| \| \| \| \| \| \| \| \| \| \| \| \| \| \| \| \| \| \| \| \| \| \| \| \| \| \| \| \| \| \| \| \| \| \| \| \| \| \| \| \| \| \| \| \| \| \| \| \| \| \| \| \| \| \| \| \| \| \| \| \| \| \| \| \| \| \| \| \| \| \| \| \| \| \| \| \| \| \| \| \| \| \| \| \| \| \| \| \| \| \| \| \| \| \| \| \| \| \| \| \| \| \| \| \| \| \| \| \| \| \| \| \| \| \| \| \| \| \| \| \| \| \| \| \| \| \| \| \| \| \| \| \| \| \| \| \| \| \| \| \| \| \| \| \| \| \| \| \| \| \| \| \| \| \| \| \| \| \| \| \| \| \| \| \| \| \| \| \| \| \| \| \| \| \| \| \| \| \| \| \| \| \| \| \| \| \| \| \| \| \| \| \| \| \| \| \| \| \| \| \| \| \| \| \| \| \| \| \| \| \| \| \| \| \| \| \| \| \| \| \| \| \| \| \| \| \| \| \| \| \| \| \| \| \| \| \| \| \| \| \| \| \| \| \| \| \| \| \| \| \| \| \| \| \| \| \| \| \| \| \| \| \| \| \| \| \| \| \| \| \| \| \| \| \| \| \| \| \| \| \| \| \| \| \| \| \| \| \| \| \| 3. Војача \| \| \| \| \| \| \| \| \| \| \| \| \| \| \| \| \| \| \| \| \| \| \| \| \| \| \| \| \| \| \| \| \| \| \| \| \| \| \| \| \| \| \| \| \| \| \| \| \| \| \| \| |                             |  |  |  |  |  |  |  |  |  |  |  |                          |  |  |  |
| |                             |  |  |  |  |  |  |  |  |  |  |  | 16. Владислав Котроманић |  |  |  |
| |                             |  |  |  |  |  |  |  |  |  |  |  |                          |  |  |  |
| |                             |  |  |  |  |  |  |  |  |  |  |  |                          |  |  |  |
| |                             |  |  |  |  |  |  |  |  |  |  |  |                          |  |  |  |
| | 8. Твртко I Котроманић      |  |  |  |  |  |  |  |  |  |  |  |                          |  |  |  |
| |                             |  |  |  |  |  |  |  |  |  |  |  |                          |  |  |  |
| |                             |  |  |  |  |  |  |  |  |  |  |  |                          |  |  |  |
| |                             |  |  |  |  |  |  |  |  |  |  |  |                          |  |  |  |
| | 17. Јелена Шубић Котроманић |  |  |  |  |  |  |  |  |  |  |  |                          |  |  |  |
| |                             |  |  |  |  |  |  |  |  |  |  |  |                          |  |  |  |
| |                             |  |  |  |  |  |  |  |  |  |  |  |                          |  |  |  |
| |                             |  |  |  |  |  |  |  |  |  |  |  |                          |  |  |  |
| | 4. Стефан Остоја            |  |  |  |  |  |  |  |  |  |  |  |                          |  |  |  |
| |                             |  |  |  |  |  |  |  |  |  |  |  |                          |  |  |  |
| |                             |  |  |  |  |  |  |  |  |  |  |  |                          |  |  |  |
| |                             |  |  |  |  |  |  |  |  |  |  |  |                          |  |  |  |
| |                             |  |  |  |  |  |  |  |  |  |  |  |                          |  |  |  |
| |                             |  |  |  |  |  |  |  |  |  |  |  |                          |  |  |  |
| |                             |  |  |  |  |  |  |  |  |  |  |  |                          |  |  |  |
| |                             |  |  |  |  |  |  |  |  |  |  |  |                          |  |  |  |
| |                             |  |  |  |  |  |  |  |  |  |  |  |                          |  |  |  |
| |                             |  |  |  |  |  |  |  |  |  |  |  |                          |  |  |  |
| |                             |  |  |  |  |  |  |  |  |  |  |  |                          |  |  |  |
| |                             |  |  |  |  |  |  |  |  |  |  |  |                          |  |  |  |
| |                             |  |  |  |  |  |  |  |  |  |  |  |                          |  |  |  |
| |                             |  |  |  |  |  |  |  |  |  |  |  |                          |  |  |  |
| |                             |  |  |  |  |  |  |  |  |  |  |  |                          |  |  |  |
| |                             |  |  |  |  |  |  |  |  |  |  |  |                          |  |  |  |
| | 2. Стефан Томаш             |  |  |  |  |  |  |  |  |  |  |  |                          |  |  |  |
| |                             |  |  |  |  |  |  |  |  |  |  |  |                          |  |  |  |
| |                             |  |  |  |  |  |  |  |  |  |  |  |                          |  |  |  |
| |                             |  |  |  |  |  |  |  |  |  |  |  |                          |  |  |  |
| |                             |  |  |  |  |  |  |  |  |  |  |  |                          |  |  |  |
| |                             |  |  |  |  |  |  |  |  |  |  |  |                          |  |  |  |
| |                             |  |  |  |  |  |  |  |  |  |  |  |                          |  |  |  |
| |                             |  |  |  |  |  |  |  |  |  |  |  |                          |  |  |  |
| | 10. Иван II Нелипчић        |  |  |  |  |  |  |  |  |  |  |  |                          |  |  |  |
| |                             |  |  |  |  |  |  |  |  |  |  |  |                          |  |  |  |
| |                             |  |  |  |  |  |  |  |  |  |  |  |                          |  |  |  |
| |                             |  |  |  |  |  |  |  |  |  |  |  |                          |  |  |  |
| |                             |  |  |  |  |  |  |  |  |  |  |  |                          |  |  |  |
| |                             |  |  |  |  |  |  |  |  |  |  |  |                          |  |  |  |
| |                             |  |  |  |  |  |  |  |  |  |  |  |                          |  |  |  |
| |                             |  |  |  |  |  |  |  |  |  |  |  |                          |  |  |  |
| | 5. Јелена Нелипчић          |  |  |  |  |  |  |  |  |  |  |  |                          |  |  |  |
| |                             |  |  |  |  |  |  |  |  |  |  |  |                          |  |  |  |
| |                             |  |  |  |  |  |  |  |  |  |  |  |                          |  |  |  |
| |                             |  |  |  |  |  |  |  |  |  |  |  |                          |  |  |  |
| |                             |  |  |  |  |  |  |  |  |  |  |  |                          |  |  |  |
| |                             |  |  |  |  |  |  |  |  |  |  |  |                          |  |  |  |
| |                             |  |  |  |  |  |  |  |  |  |  |  |                          |  |  |  |
| |                             |  |  |  |  |  |  |  |  |  |  |  |                          |  |  |  |
| | 11. Маргарета Мерини        |  |  |  |  |  |  |  |  |  |  |  |                          |  |  |  |
| |                             |  |  |  |  |  |  |  |  |  |  |  |                          |  |  |  |
| |                             |  |  |  |  |  |  |  |  |  |  |  |                          |  |  |  |
| |                             |  |  |  |  |  |  |  |  |  |  |  |                          |  |  |  |
| |                             |  |  |  |  |  |  |  |  |  |  |  |                          |  |  |  |
| |                             |  |  |  |  |  |  |  |  |  |  |  |                          |  |  |  |
| |                             |  |  |  |  |  |  |  |  |  |  |  |                          |  |  |  |
| |                             |  |  |  |  |  |  |  |  |  |  |  |                          |  |  |  |
| | 1. Стефан Томашевић         |  |  |  |  |  |  |  |  |  |  |  |                          |  |  |  |
| |                             |  |  |  |  |  |  |  |  |  |  |  |                          |  |  |  |
| |                             |  |  |  |  |  |  |  |  |  |  |  |                          |  |  |  |
| |                             |  |  |  |  |  |  |  |  |  |  |  |                          |  |  |  |
| |                             |  |  |  |  |  |  |  |  |  |  |  |                          |  |  |  |
| |                             |  |  |  |  |  |  |  |  |  |  |  |                          |  |  |  |
| |                             |  |  |  |  |  |  |  |  |  |  |  |                          |  |  |  |
| |                             |  |  |  |  |  |  |  |  |  |  |  |                          |  |  |  |
| |                             |  |  |  |  |  |  |  |  |  |  |  |                          |  |  |  |
| |                             |  |  |  |  |  |  |  |  |  |  |  |                          |  |  |  |
| |                             |  |  |  |  |  |  |  |  |  |  |  |                          |  |  |  |
| |                             |  |  |  |  |  |  |  |  |  |  |  |                          |  |  |  |
| |                             |  |  |  |  |  |  |  |  |  |  |  |                          |  |  |  |
| |                             |  |  |  |  |  |  |  |  |  |  |  |                          |  |  |  |
| |                             |  |  |  |  |  |  |  |  |  |  |  |                          |  |  |  |
| |                             |  |  |  |  |  |  |  |  |  |  |  |                          |  |  |  |
| |                             |  |  |  |  |  |  |  |  |  |  |  |                          |  |  |  |
| |                             |  |  |  |  |  |  |  |  |  |  |  |                          |  |  |  |
| |                             |  |  |  |  |  |  |  |  |  |  |  |                          |  |  |  |
| |                             |  |  |  |  |  |  |  |  |  |  |  |                          |  |  |  |
| |                             |  |  |  |  |  |  |  |  |  |  |  |                          |  |  |  |
| |                             |  |  |  |  |  |  |  |  |  |  |  |                          |  |  |  |
| |                             |  |  |  |  |  |  |  |  |  |  |  |                          |  |  |  |
| |                             |  |  |  |  |  |  |  |  |  |  |  |                          |  |  |  |
| |                             |  |  |  |  |  |  |  |  |  |  |  |                          |  |  |  |
| |                             |  |  |  |  |  |  |  |  |  |  |  |                          |  |  |  |
| |                             |  |  |  |  |  |  |  |  |  |  |  |                          |  |  |  |
| |                             |  |  |  |  |  |  |  |  |  |  |  |                          |  |  |  |
| |                             |  |  |  |  |  |  |  |  |  |  |  |                          |  |  |  |
| |                             |  |  |  |  |  |  |  |  |  |  |  |                          |  |  |  |
| |                             |  |  |  |  |  |  |  |  |  |  |  |                          |  |  |  |
| |                             |  |  |  |  |  |  |  |  |  |  |  |                          |  |  |  |
| | 3. Војача                   |  |  |  |  |  |  |  |  |  |  |  |                          |  |  |  |
| |                             |  |  |  |  |  |  |  |  |  |  |  |                          |  |  |  |
| |                             |  |  |  |  |  |  |  |  |  |  |  |                          |  |  |  |

### Примарни извори
- Константин из Островице, „Јаничарове успомене“

### Научни радови
- Мргић, Јелена (2002). Доњи Краји: Крајина средњовековне Босне. Београд: Филозофски факултет.
- Мргић, Јелена (2008). Северна Босна: 13-16. век. Београд: Историјски институт.
- Станојевић, Станоје (1926). Историја српскога народа. Београд. ISBN 978-86-81459-06-5.
- Владимир Ћоровић, „Историја српскога народа“, Београд 2001. интернет издање (www.rastko.rs)
- Ћирковић, Сима (1964а). Историја средњовековне босанске државе. Београд: Српска књижевна задруга.
- Ћирковић, Сима (1964б). „Сугуби венац: Прилог историји краљевства у Босни”. Зборник Филозофског факултета у Београду. 8 (1): 343—370.
- Ћирковић, Сима (1964в). Херцег Стефан Вукчић-Косача и његово доба. Београд: Научно дело.
- Ћирковић, Сима (1982). „Пад Босне и покушаји отпора турском освајању”. Историја српског народа. књ. 2. Београд: Српска књижевна задруга. стр. 390—402.
- Ћирковић, Сима (1995). Срби у средњем веку. Београд: Идеа.
- Ћирковић, Сима; Михаљчић, Раде, ур. (1999). Лексикон српског средњег века. Београд: Knowledge.
- Ћирковић, Сима (2004). Срби међу европским народима. Београд: Equilibrium.
- Ćirković, Sima (2004). The Serbs. Malden: Blackwell Publishing.
- Ћоровић, Владимир (1940). Хисторија Босне. Београд: Српска краљевска академија.
- Веселиновић, Андрија; Љушић, Радош (2001). Српске династије. Нови Сад. ISBN 978-86-83639-01-4.
- Fine, John Van Antwerp (1994). The Late Medieval Balkans: A Critical Survey from the Late Twelfth Century to the Ottoman Conquest. University of Michigan Press. ISBN 978-0-472-08260-5.
- Благојевић, Милош; Медаковић, Дејан (2000). Историја српске државности. 1. Нови Сад: Огранак САНУ.